# 42-es busz (Hódmezővásárhely)
A Hódmezővásárhelyi 42-es jelzésű autóbusz a Kincses temető - Porcelángyár (körjárat) megállóhelyek között közlekedik. A viszonylatot a Joványbusz üzemelteti.

## Közlekedése
Munkanapokon (hétfő-péntek) 7 órától este 6 óráig közlekedik.
Szombaton reggel 6 órától este 7-ig közlekedik
Hétvégén reggel 6 órától dél 11-ig közlekedik.

## Útvonala
| Körjárata |
| --- |
| - Kincses temető - Akácfa utca - Szántó-Kovács-János utca - Jókai utca - Nyárfa utca - Mester utca ABC - Búza utca - Gerle utca - Növényvédő állomás - Zalaegerszeg tér - Rárósi út - Katolikus temető - Piactér - Kálvin János tér (autóbusz-állomás/Petőfi utca/Zsinagóga) - Emlékpont/Városi könyvtár - Hősök tere - Liszt Ferenc utca (Hódtói Pihenőpark) - Hódtó utca - Síp utca - Visszhang utca - Kistöltés utca - Délibáb utca - HÓDIKÖT - HÓDIGÉP - Porcelángyár - Erzsébeti út - Makai utca - Kistöltés utca - Visszhang utca - Síp utca - Hódtó utca - Liszt Ferenc utca - Hősök tere - Kórház (Zrínyi utca) - Lázár utca (pékség) - Holló utca - Szerencse utca - Hideg utca - Kincses temető |